# سعیدآباد (خرم‌آباد)
سعیدآباد روستایی در دهستان رباط بخش مرکزی شهرستان خرم‌آباد استان لرستان ایران است.

## جمعیت
بر پایه سرشماری عمومی نفوس و مسکن در سال ۱۳۹۵ جمعیت این روستا ۱۳۷ نفر (۳۱خانوار) بوده‌است.